# 13e étape du Tour d'Italie 2011
Pour un article plus général, voir Tour d'Italie 2011.
La 13e étape du Tour d'Italie 2011 s'est déroulée le vendredi 20 mai 2011. Spilimbergo est la ville de départ, et Grossglockner (Autriche) le sommet de l'arrivée. Cette étape, d'un distance de 167 km, est la première de trois étapes de haute montagne consécutives. Il s'agit de la seule étape de l'édition 2011 qui arrive en territoire non italien.
Le Vénézuélien José Rujano (Androni Giocattoli-CIPI) remporte cette étape. L'Espagnol Alberto Contador (Saxo Bank-SunGard) conserve le maillot rose de leader,.

## Côtes
| Premier   | Branislau Samoilau     | 9 pts |
| Deuxième  | Alessandro Spezialetti | 5 pts |
| Troisième | Pieter Weening         | 3 pts |
| Quatrième | Cayetano Sarmiento     | 2 pts |
| Cinquième | Pablo Lastras          | 1 pts |

| Premier   | Branislau Samoilau     | 5 pts |
| Deuxième  | Robert Kišerlovski     | 3 pts |
| Troisième | Alessandro Spezialetti | 2 pts |
| Quatrième | Cayetano Sarmiento     | 1 pts |

| Premier   | Robert Kišerlovski | 9 pts |
| Deuxième  | Branislau Samoilau | 5 pts |
| Troisième | Pablo Lastras      | 3 pts |
| Quatrième | Alberto Losada     | 2 pts |
| Cinquième | Andrea Noè         | 1 pts |

| Premier   | José Rujano      | 15 pts |
| Deuxième  | Alberto Contador | 9 pts  |
| Troisième | Michele Scarponi | 5 pts  |
| Quatrième | Roman Kreuziger  | 3 pts  |
| Cinquième | Vincenzo Nibali  | 2 pts  |
| Sixième   | David Arroyo     | 1 pts  |

## Sprint volant
- Sprint volant à Arata Terme (kilomètre 56,4)

| Premier   | Pablo Lastras          | 5 pts |
| Deuxième  | Alessandro Spezialetti | 4 pts |
| Troisième | Cameron Meyer          | 3 pt  |
| Quatrième | Branislau Samoilau     | 2 pts |
| Cinquième | Alberto Losada         | 1 pts |

## Classement de l'étape
|    | Coureur          | Pays        | Équipe                  |    | Temps           |
| -- | ---------------- | ----------- | ----------------------- | -- | --------------- |
| 1  | José Rujano      | Venezuela   | Androni Giocattoli-CIPI | en | 4 h 45 min 54 s |
|    | Alberto Contador | Espagne     | Saxo Bank-SunGard       | +  | 0 s             |
| 3  | John Gadret      | France      | AG2R La Mondiale        |    | 1 min 27 s      |
| 4  | Hubert Dupont    | France      | AG2R La Mondiale        |    | 1 min 29 s      |
| 5  | Igor Antón       | Espagne     | Euskaltel-Euskadi       |    | 1 min 29 s      |
| 6  | Roman Kreuziger  | Tchéquie    | Astana                  |    | 1 min 36 s      |
| 7  | Michele Scarponi | Italie      | Lampre-ISD              |    | 1 min 36 s      |
| 8  | Vincenzo Nibali  | Italie      | Liquigas-Cannondale     |    | 1 min 36 s      |
| 9  | Vasil Kiryienka  | Biélorussie | Movistar                |    | 1 min 36 s      |
| 10 | Denis Menchov    | Russie      | Geox-TMC                |    | 1 min 36 s      |

## Classement général
|    | Coureur             | Pays        | Équipe              |    | Temps            |
| -- | ------------------- | ----------- | ------------------- | -- | ---------------- |
|    | Alberto Contador    | Espagne     | Saxo Bank-SunGard   | en | 49 h 40 min 58 s |
| 1  | Vincenzo Nibali     | Italie      | Liquigas-Cannondale | en | 49 h 44 min 07 s |
| 2  | Michele Scarponi    | Italie      | Lampre-ISD          |    | 7 s              |
| 3  | David Arroyo        | Espagne     | Movistar            |    | 16 s             |
| 4  | Roman Kreuziger     | Tchéquie    | Astana              |    | 20 s             |
| 5  | Kanstantsin Siutsou | Biélorussie | HTC-Highroad        |    | 44 s             |
| 6  | Igor Antón          | Espagne     | Euskaltel-Euskadi   |    | 53 s             |
| 7  | John Gadret         | France      | AG2R La Mondiale    |    | 57 s             |
| 8  | Matteo Carrara      | Italie      | Vacansoleil-DCM     |    | 1 min 26 s       |
| 9  | Hubert Dupont       | France      | AG2R La Mondiale    |    | 1 min 29 s       |
| 10 | Denis Menchov       | Russie      | Geox-TMC            |    | 1 min 57 s       |

## Classements annexes

### Classement par points
|   | Cycliste         | Équipe            | Points |
| - | ---------------- | ----------------- | ------ |
| 1 | Alberto Contador | Saxo Bank-SunGard | 97 pts |
| 1 | Roberto Ferrari  | Italie            | 70 pts |
| 3 | Michele Scarponi | Italie            | 59 pts |

### Classement du meilleur grimpeur
|   | Cycliste           | Équipe                  | Points |
| - | ------------------ | ----------------------- | ------ |
| 1 | Alberto Contador   | Saxo Bank-SunGard       | 24 pts |
| 1 | José Rujano        | Androni Giocattoli-CIPI | 24 pts |
| 3 | Branislau Samoilau | Movistar                | 19 pts |

### Classement du meilleur jeune
| Cycliste              | Équipe   | Temps | Temps            |
| --------------------- | -------- | ----- | ---------------- |
| Roman Kreuziger       | Astana   | en    | 49 h 44 min 27 s |
| Francesco Masciarelli | Astana   | +     | 1 min 59 s       |
| Steven Kruijswijk     | Rabobank |       | 2 min 56 s       |

### Classement par équipes aux temps
| Équipe                  | Temps | Temps             |
| ----------------------- | ----- | ----------------- |
| Astana                  | en    | 148 h 34 min 50 s |
| Androni Giocattoli-CIPI | +     | 43 s              |
| Movistar                |       | 3 min 56 s        |

### Classement par équipes aux points
| Équipe                  | Points  |
| ----------------------- | ------- |
| Androni Giocattoli-CIPI | 233 pts |
| Lampre-ISD              | 223 pts |
| Movistar                | 189 pts |

## Abandons
- Davide Appollonio (Sky) : abandon
- Manuel Belletti (Colnago-CSF Inox) : non partant
- Mark Cavendish (HTC-Highroad) : non partant
- Gerald Ciolek (Quick Step) : abandon
- Danilo Hondo (Lampre-ISD) : non partant
- Martin Kohler (BMC Racing) : abandon
- Sacha Modolo (Colnago-CSF Inox) : abandon
- Alessandro Petacchi (Lampre-ISD) : non partant
- Mark Renshaw (HTC-Highroad) : non partant
- Francisco Ventoso (Movistar) : non partant